# 苏拉姆帕蒂
苏拉姆帕蒂（Surampatti），是印度泰米尔纳德邦Erode县的一个城镇。总人口31737（2001年）。

## 人口
该地2001年总人口31737人，其中男性16042人，女性15695人；0—6岁人口3203人，其中男1606人，女1597人；识字率73.31%，其中男性为79.53%，女性为66.94%。